# 香河园街道
香河园街道，是中华人民共和国北京市朝陽區下辖的一个乡镇级行政单位。

## 行政区划
香河园街道下辖以下地区：
西坝河南里社区、西坝河西里社区、西坝河中里社区、柳芳北里社区、柳芳南里社区、光熙门北里北社区、光熙门北里南社区和西坝河东里社区。